# Trigonisca mixteca
Trigonisca mixteca (лат.) — вид безжальных пчёл из трибы Meliponini семейства Apidae. Эндемики Мексики.

## Распространение
Неотропика: Мексика (Chiapas, Oaxaca).

## Описание
Посещают цветы Malpighia mexicana (семейство Мальпигиевые). Гоностили рабочих с несколькими сетами в дополнение к мелким волоскам. Не используют жало при защите. Жало у них сохранилось, но в сильно редуцированном виде. Вид был впервые описан в 1999 году американским энтомологом Рикардо Айала (Ricardo Ayala; University of Kansas. Natural History Museum, США). Название вида Trigonisca mixteca дано в честь культуры древнего месоамериканского народа Миштеки (Mixteca).